# Пропускная способность канала
Пропускная способность канала — максимальная скорость передачи информации по каналу связи.

## Определение
Пропускная способность дискретного канала (между входом модулятора передатчика и выходом демодулятора приёмника) равна:
{\displaystyle C=\max\{R\}=\max\{{\frac {1}{T_{s}}}\ I(A,B)\},}
где {\displaystyle R} — скорость передачи информации по дискретному каналу, {\displaystyle I(A,B)} — средняя взаимная информация между входными {\displaystyle A} символами канала и выходными {\displaystyle B} символами канала, {\displaystyle T_{s}} — среднее время, затрачиваемое на передачу одного символа, {\displaystyle \nu =1/T_{s}} — средняя скорость передачи символов. 
При этом максимум ищется по всевозможным распределениям вероятностей входных символов канала.
Пропускная способность непрерывного канала (между выходом модулятора передатчика и входом демодулятора приёмника) равна:
{\displaystyle C=\max\{R\}=\sup\{\lim _{T\to \infty }{\frac {1}{T}}I(x,y)\},}
где {\displaystyle R} — скорость передачи информации по непрерывному каналу, {\displaystyle \sup } — супремум, то есть верхняя граница множества, {\displaystyle I(x,y)} — средняя взаимная информация между входными {\displaystyle x} сигналами канала  и выходными {\displaystyle y} сигналами канала, {\displaystyle T} — длительность сигналов. При этом супремум ищется по всевозможным распределениям вероятностей входных сигналов канала.
Скоростью передачи информации по дискретному каналу связи называется величина:
{\displaystyle R={\frac {I(A,B)}{T_{s}}}=H'(A)-H'(A|B),}
где
{\displaystyle I(A,B)=H(A)-H(A|B),}
{\displaystyle H'(A)={\frac {1}{T_{s}}}H(A)} — производительность источника сообщений (скорость создания информации), {\displaystyle H(A)} — энтропия источника сообщений, которая является средним количеством переданной информации в одном символе источника или степенью неопределенности передачи того или иного символа.
В случае передачи независимых друг от друга символов энтропия источника равна: 
{\displaystyle H(A)=-\sum _{i=1}^{M}{p(a_{i})\log _{2}(p(a_{i}))},}
где
{\displaystyle p(a_{i})} — априорная вероятность появления (передачи) символа {\displaystyle a_{i}},
{\displaystyle M} — объём канального алфавита (число различных значений символов канального алфавита).
Максимальное значении энтропии {\displaystyle H(A)} равно {\displaystyle \log _{2}(M)} и наблюдается в случае, когда все символы источника равновероятны, то есть {\displaystyle p(a_{i})=1/M}. В случае, когда по каналу передаётся только один символ ({\displaystyle p(a_{i})=1} и {\displaystyle p(a_{j})=0} для всех  {\displaystyle i\neq j}) значение {\displaystyle H(A)} равно нулю, что означает полную определённости в выборе передаваемого символа.
Величина 
{\displaystyle H'(A|B)={\frac {1}{T_{s}}}H(A|B)}
называется ненадежностью, отнесённой к единице времени, {\displaystyle H(A|B)} является условной энтропией и называется ненадежностью, то есть средним количеством информации, теряемой при передаче информации и являющейся мерой неопределённости принятого символа. Эта величина зависит от вероятности ошибочного приема символов источника.
В случае передачи информации независимыми символами по дискретному {\displaystyle M}-ичному симметричному каналу, то есть для которого алфавиты на входе и выходе канала одинаковы, априорные вероятности входных и выходных символов канала одинаковы и вероятности перехода из входного символа {\displaystyle a_{i}} в выходной символ {\displaystyle b_{j}} определяются как: {\displaystyle p(a_{j}|b_{i})={\begin{cases}{\frac {p_{\text{ош}}}{M-1}},i\neq j\\1-p_{\text{ош}},i=j\\\end{cases}}}, ненадежность равна:   
{\displaystyle H(A|B)=-(1-p_{\text{ош}})\log _{2}(1-p_{\text{ош}})-p_{\text{ош}}\log _{2}{\frac {p_{\text{ош}}}{M-1}}.}
где {\displaystyle p_{\text{ош}}} — вероятность ошибочного приёма символа.
Отличие скорости {\displaystyle R} от скорости {\displaystyle R_{b}=1/T_{b}=\log _{2}(M)/T_{s}} при равномерном кодировании символов источника состоит в том, что {\displaystyle R} является действительной скоростью передачи информации, а {\displaystyle R_{b}} — скоростью создания информации (технической скоростью передачи информации (битов)), где {\displaystyle T_{b}} — длительность бита. В случае отсутствия шума в канале связи (вероятность ошибочного приема символов {\displaystyle p_{\text{ош}}} равна нулю) и одинаковой априорной вероятности передачи символов эти величины являются равными. В случае наличия шума часть информации оказывается принятой неправильно, что эквивалентно тому, что действительная скорость передачи информации уменьшается. В двоичном канале ({\displaystyle M=2}), в случае когда вероятность ошибочного приёма символов равна {\displaystyle p_{\text{ош}}=1/2}, действительная скорость передачи информации равна нулю, так как примерно половина символов окажутся принятыми неправильно, то есть никакой действительной передачи информации не будет происходить.

## Пропускная способность дискретного канала без шума
В случае отсутствия шума ненадежность {\displaystyle H(A|B)} равна нулю, поэтому скорость передачи информации равна производительности источника. Так как максимальное значении энтропии {\displaystyle H(A)} равно {\displaystyle \log _{2}(M)}, что наблюдается в случае, когда все символы источника равновероятны, то есть {\displaystyle p(a_{i})=1/M}, то пропускная способность дискретного канала без шума равна:
{\displaystyle C={\frac {\log _{2}(M)}{T_{s}}},}
где {\displaystyle M} — основание алфавита источника, {\displaystyle T_{s}} — средняя длительность символа источника.
Так как при равномерном кодировании {\displaystyle T_{s}=T_{b}\log _{2}(M)}, где {\displaystyle T_{b}} — длительность бита, то пропускная способность дискретного канала без шума равна скорости передачи битов {\displaystyle R_{b}=1/T_{b}}.
В случае кодирования символов источника кодовыми символами, пропускная способность канала без шума между выходом кодера канала и входом декодера канала определяется по формуле:
{\displaystyle C={\frac {\log _{2}(D)}{T_{c}}},}
для {\displaystyle T_{c}} — длительность кодового символа, {\displaystyle D} — основание кодового алфавита (число различных символов кода).

## Пропускная способность дискретного симметричного канала c шумом
Пропускная способность канала c шумом меньше пропускной способности канала без шума. 
Так как максимальное значении энтропии {\displaystyle H(A)} равно {\displaystyle \log _{2}(M)} и наблюдается в случае, когда все символы источника равновероятны, то есть {\displaystyle p(a_{i})=1/M} и при наличии шума ненадежность {\displaystyle M}-ичного симметричного канала равна {\displaystyle H(A|B)=-(1-p_{\text{ош}})\log _{2}(1-p_{\text{ош}})-p_{\text{ош}}\log _{2}{\frac {p_{\text{ош}}}{M-1}}}, то пропускная способность такого канала равна:
{\displaystyle C={\frac {1}{T_{s}}}(\log _{2}(M)+(1-p_{\text{ош}})\log _{2}(1-p_{\text{ош}})+p_{\text{ош}}\log _{2}{\frac {p_{\text{ош}}}{M-1}}),}
В случае двоичного симметричного канала ({\displaystyle M=2}) пропускная способность равна:
{\displaystyle C={\frac {1}{T_{b}}}(1+(1-p_{\text{ош}})\log _{2}(1-p_{\text{ош}})+p_{\text{ош}}\log _{2}{p_{\text{ош}}}).}

## Пропускная способность непрерывного канала с АБГШ
Пропускная способность непрерывного канала с аддитивным белым гауссовым шумом (АБГШ) равна:
{\displaystyle C=\Delta F\log _{2}(1+{\frac {P_{s}}{P_{n}}}),}
где {\displaystyle \Delta F} — полоса пропускания канала, {\displaystyle P_{s}} — средняя мощность полезного сигнала на входе приёмника, {\displaystyle P_{n}} — средняя мощность шума в полосе частот {\displaystyle \Delta F}, {\displaystyle P_{n}=N_{0}\Delta F}, где {\displaystyle N_{0}} — спектральная плотность мощности белого шума. В качестве полосы пропускания канала можно выбирать полосу частот, в которой содержится 90% мощности сигналов.
Пропускная способность дискретного канала не может быть больше пропускной способности заключённого в нём непрерывного канала.

## Теорема Шеннона
Теорема Шеннона для непрерывного канала с шумом утверждает, что при энтропии источника сообщений в единицу времени (производительности источника сообщений, скорости создания информации) {\displaystyle H'(A)} меньшей пропускной способности канала {\displaystyle C}, можно выбором специального способа кодирования добиться сколь угодной малой вероятности ошибочного приёма информации, а в случае {\displaystyle H'(A)>C} такое кодирование невозможно.
Формулу для пропускной способности непрерывного канала с АБГШ можно переписать в виде:
{\displaystyle \beta _{E}=(2^{1/\beta _{F}}-1)\beta _{F}},
где {\displaystyle \beta _{E}} = Eb/N0 — удельные энергетические затраты, {\displaystyle \beta _{F}=\Delta F/C} — удельные затраты полосы частот. Эта формула называется границей Шеннона.
При сравнении различных видов модуляции и кодирования в качестве {\displaystyle C} можно выбрать пропускную способность дискретного канала с шумом. Для различных значений {\displaystyle \beta _{E}} можно найти вероятность ошибочного приёма символа {\displaystyle p_{\text{ош}}} и для этих вероятностей {\displaystyle p_{\text{ош}}} найти пропускную способность дискретного канала с шумом. В качестве полосы пропускания канала можно выбирать полосу частот, в которой содержится 90% мощности сигналов ({\displaystyle \Delta F_{90\%}}). Тогда величина {\displaystyle \beta _{F}} будет определяться только выбранным способом модуляции и вероятностью ошибки {\displaystyle p_{\text{ош}}}. Таким образом, можно построить зависимость величины {\displaystyle \beta _{E}} от {\displaystyle \Delta F_{90\%}T_{c}}, у которой каждая точка соответствует своей вероятности ошибочного приема символа. Все зависимости для любого вида модуляции и кодирования должны находиться выше границы Шеннона. Чем ближе построенные зависимости к границе Шеннона, тем выше спектральная и энергетическая эффективность сигналов.   
Граница Шеннона показывает, что для обеспечения возможности безошибочного приёма информации необходимо выполнение условия:
{\displaystyle \beta _{E}>(2^{1/\beta _{F}}-1)\beta _{F},}
то есть величина {\displaystyle \beta _{E}} должна быть выше границы Шеннона.
Также из границы Шеннона следует, что уменьшение удельных затрат полосы частот, начиная с {\displaystyle 0.5...1}, приводит к необходимости резкого увеличения удельных энергетических затрат. При величине {\displaystyle \beta _{F}\rightarrow \infty } минимально возможное значение {\displaystyle \beta _{E}=\ln(2)=0.693}, называемое пределом Шеннона. Таким образом, величина удельных энергетических затрат для канала с АБГШ, даже при {\displaystyle \beta _{F}\rightarrow \infty }, должна превосходить значение {\displaystyle \ln(2)}.